# 젠틀레인
젠틀레인(Gentle Rain)은 2004년 드러머 서덕원이 결성한 대한민국의 재즈 음악 그룹이다. 
현재는 서덕원(드럼, 리더, 프로듀서), 김호철(콘트라베이스), 최한글(피아노) 3명의 멤버가 활동하고 있는, 한국을 대표하는 재즈 트리오이다.
2004년 결성과 동시에 라이브 무대에서의 활약으로 앨범 발매 전부터 재즈 팬들에게 명성을 얻은 젠틀레인은 2005년 데뷔 앨범인 1집 "Into The Gentle Rain"을 발표하며 대중들에게 본격적으로 알려지기 시작했다. 이후 2007년 1.5집 "Cinema In Jazz", 2008년 2집 "Second Rain", 2010년 3집 "Dreams", 2012년 4집 "Wish", 2015년 5집 “Home”, 2020년 6집 “Sunlight”, 7집 "THEME PARK" 까지 1장의 프로젝트 앨범과 7장의 정규앨범을 발표하며 단독 콘서트 개최, 재즈 페스티벌 참가, 소극장과 클럽 콘서트, 그리고 TV와 라디오 프로그램 등에 출연하며 꾸준한 연주 활동을 이어오고 있다.
젠틀레인의 표현기법은 논리정연한 기승전결 표현법과 명쾌한 연주로 "수필같은 재즈화법", “아련한 밝음과 경쾌한 흔들림의 음악”이라는 평을 받아왔으며, 재즈 매니아는 물론 일반 음악팬들에게까지 그 이름을 알려왔다.
젠틀레인은 여러 장르의 다채로운 이디엄들을 젠틀레인만의 언어로 융화시켜 "편안하되 가볍지 않게" 전달하고자 한다. 

## 앨범 목록
https://www.melon.com/search/album/index.htm?q=%EC%A0%A0%ED%8B%80%EB%A0%88%EC%9D%B8&section=&searchGnbYn=Y&kkoSpl=Y&kkoDpType=
| 타이틀                   | 발매일     |
| ------------------------ | ---------- |
| 1집 Into The Gentle Rain | 2005.12.05 |
| 2집 Second Rain          | 2008.05.06 |
| 3집 Dreams               | 2010.09.07 |
| 4집 Wish                 | 2012.10.25 |
| 5집 Home                 | 2015.09.16 |
| 6집 Sunlight             | 2020.03.11 |
| 7집 Theme Park           | 2025.03.05 |